# Colletes cyaneus
Colletes cyaneus là một loài Hymenoptera trong họ Colletidae. Loài này được Holmberg mô tả khoa học năm 1903.